# Мёрчах
Мёрчах (нем. Mörtschach) — коммуна (Gemeinde) в Австрии, в федеральной земле Каринтия.
Входит в состав округа Шпитталь-ан-дер-Драу. Население составляет 897 человек (на 31 декабря 2005 года). Занимает площадь 74,8 км². Официальный код — 2 06 22.

## Политическая ситуация
Бургомистр коммуны — Хорст Плёсниг (АНП) по результатам выборов 2003 года.
Совет представителей коммуны (нем. Gemeinderat) состоит из 11 мест.
- parteilos: 5 мест.
- АНП занимает 4 места.
- АПС занимает 2 места.